# Andriej Andriejew
Andriej Andriejewicz Andriejew (ros. Андре́й Андре́евич Андре́ев, ur. 18 października?/30 października 1895 we wsi Kuzniecowo w guberni smoleńskiej, zm. 5 grudnia 1971 w Moskwie) – radziecki działacz partyjny i państwowy, sekretarz KC RKP(b) (1924–1925) i KC WKP(b) (1935–1946), członek Biura Politycznego KC WKP(b) (1932–1952), I sekretarz Północnokaukaskiego Krajowego Komitetu WKP(b) (1928–1930), ludowy komisarz Inspekcji Robotniczo-Chłopskiej ZSRR (1930–1931), zastępca przewodniczącego Rady Komisarzy Ludowych ZSRR (1930–1931) i Rady Ministrów ZSRR (1946–1953), ludowy komisarz rolnictwa/minister rolnictwa ZSRR (1943–1946).

## Kariera
Od 1908 w Moskwie, od 1914 w Petersburgu, członek SDPRR(b), za działalność komunistyczną był aresztowany, w styczniu 1916 zesłany do guberni irkuckiej. Od 1917 członek Piotrogrodzkiego Komitetu SDPRR(B), uczestnik kwietniowej konferencji bolszewików 1917, podczas której poznał W. Lenina, uczestnik rewolucji październikowej, delegat na II Zjazd Rad.
Jedna z niewielu osób, które w ciągu całego swojego życia pełniły tak wiele, tak różnych funkcji w partii i aparacie władzy ZSRR:
- 1917-1919 przewodniczący Centralnej Rady Komitetów Fabrycznych Uralu,
- od stycznia 1919 członek KC Związku Metalowców Ukraińskiej SRR,
- od 5 kwietnia 1920 do 8 marca 1922 członek KC RKP(b).

W roku 1921 na debacie dotyczącej związków zawodowych poparł Trockiego i Bucharina.
Dalej:
- 1922-1927 przewodniczący KC Związku Zawodowego Kolejarzy,
- od 2 kwietnia 1922 do 17 października 1961 członek KC RKP(b)/WKP(b)/KPZR,
- od 3 kwietnia 1922 do 11 kwietnia 1928 członek Biura Organizacyjnego KC RKP(b)/WKP(b),
- od 3 lutego 1924 do 18 grudnia 1925 sekretarz KC RKP(b)
- od 23 lipca 1926 do 21 grudnia 1930 kandydat na członka Biura Politycznego KC WKP(b),
- od stycznia 1928 do grudnia 1930 I sekretarz Północnokaukaskiego Krajowego Komitetu WKP(b),
- od 15 grudnia 1930 do 9 października 1931 przewodniczący Centralnej Komisji Kontroli WKP(b).

Równocześnie, od 22 grudnia 1930 do 9 października 1931 pracował jako ludowy komisarz Inspekcji Robotniczo-Chłopskiej ZSRR i w tym samym czasie zastępca przewodniczącego Rady Komisarzy Ludowych; od 2października 1931 do 28 lutego 1935 - ludowy komisarz komunikacji ZSRR.
Następnie:
- od 4 lutego 1935 do 5 października 1952 członek Biura Politycznego KC WKP(b),
- od 28 lutego 1935 do 18 marca 1946 sekretarz KC WKP(b),
- od 10 marca 1935 członek Biura Organizacyjnego KC WKP(b) i kierownik Wydziału Przemysłu KC WKP(b),
- od 22 marca 1939 do 5 października 1952 przewodniczący Komisji Kontroli Partyjnej przy KC WKP(b),
- od 12 stycznia 1938 do 12 marca 1946 przewodniczący Rady Związku Rady Najwyższej ZSRR,
- od 26 czerwca 1939 do 21 marca 1941 członek Rady Gospodarczej przy Radzie Komisarzy Ludowych,
- od 26 czerwca 1939 do 6 września 1945 członek Biura Rady Komisarzy Ludowych,
- od 30 maja 1941 do 8 grudnia 1942 członek Komisji ds. Bieżących Biura Rady Komisarzy Ludowych ZSRR,
- od 27 stycznia do 14 lutego 1942 zastępca ludowego komisarza połączeń drogowych ZSRR,
- od 11 grudnia 1943 do 19 marca 1946 ludowy komisarz/minister rolnictwa ZSRR,
- od 11 grudnia 1943 do 13 kwietnia 1946 kierownik Wydziału Rolnego KC WKP(b),
- od 19 marca 1946 do 15 marca 1953 zastępca przewodniczącego Rady Ministrów ZSRR Józefa Stalina,
- od 20 marca 1946 do 5 marca 1953 członek Biura/Prezydium Rady Ministrów ZSRR,
- od 1946 przewodniczący Rady ds. kołchozów przy Radzie Ministrów ZSRR, 1953-1962 członek Prezydium Rady Najwyższej ZSRR.

Deputowany do Rady Najwyższej ZSRR od 1 do 5 kadencji (1937-1962). Od 1962 na emeryturze. Odznaczony czterema Orderami Lenina (m.in. 29 października 1945 i 28 października 1955) i Orderem Rewolucji Październikowej.